# London's Trafalgar Square
London's Trafalgar Square er en britisk stumfilm fra 1890 af Wordsworth Donisthorpe og William Carr Crofts.